# Ophiothamnidae
Famille
Les Ophiothamnidae sont une famille d'ophiures de l'ordre des Amphilepidida.

## Liste des genres
Selon World Register of Marine Species (23 septembre 2018) :
- genre Histampica A.M. Clark, 1970
- genre Ophioleila A.H. Clark, 1949
- genre Ophiothamnus Lyman, 1869

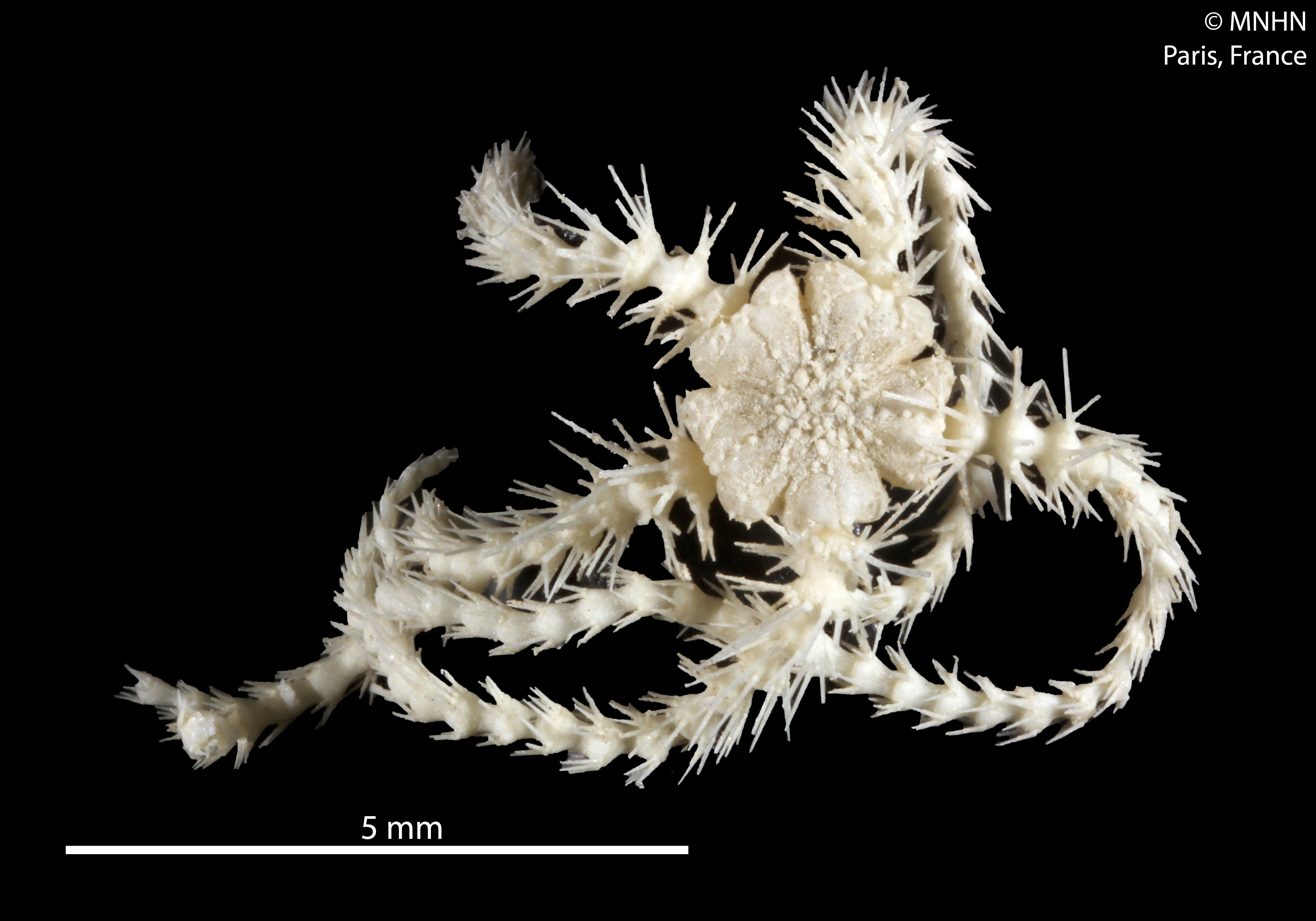
Ophiothamnus biocal.

## Publication originale
- (en) Timothy O’Hara, Sabine Stöhr, Andrew F. Hugall, Ben Thuy et Alexander V. Martynov, « Morphological diagnoses of higher taxa in Ophiuroidea (Echinodermata) in support of a new classification », European Journal of Taxonomy, Consortium of European Natural History Museums (d), no 416,‎ 21 mars 2018, p. 1–35 (ISSN 2118-9773, OCLC 758480175, DOI 10.5852/EJT.2018.416, lire en ligne).